# Parabrezza

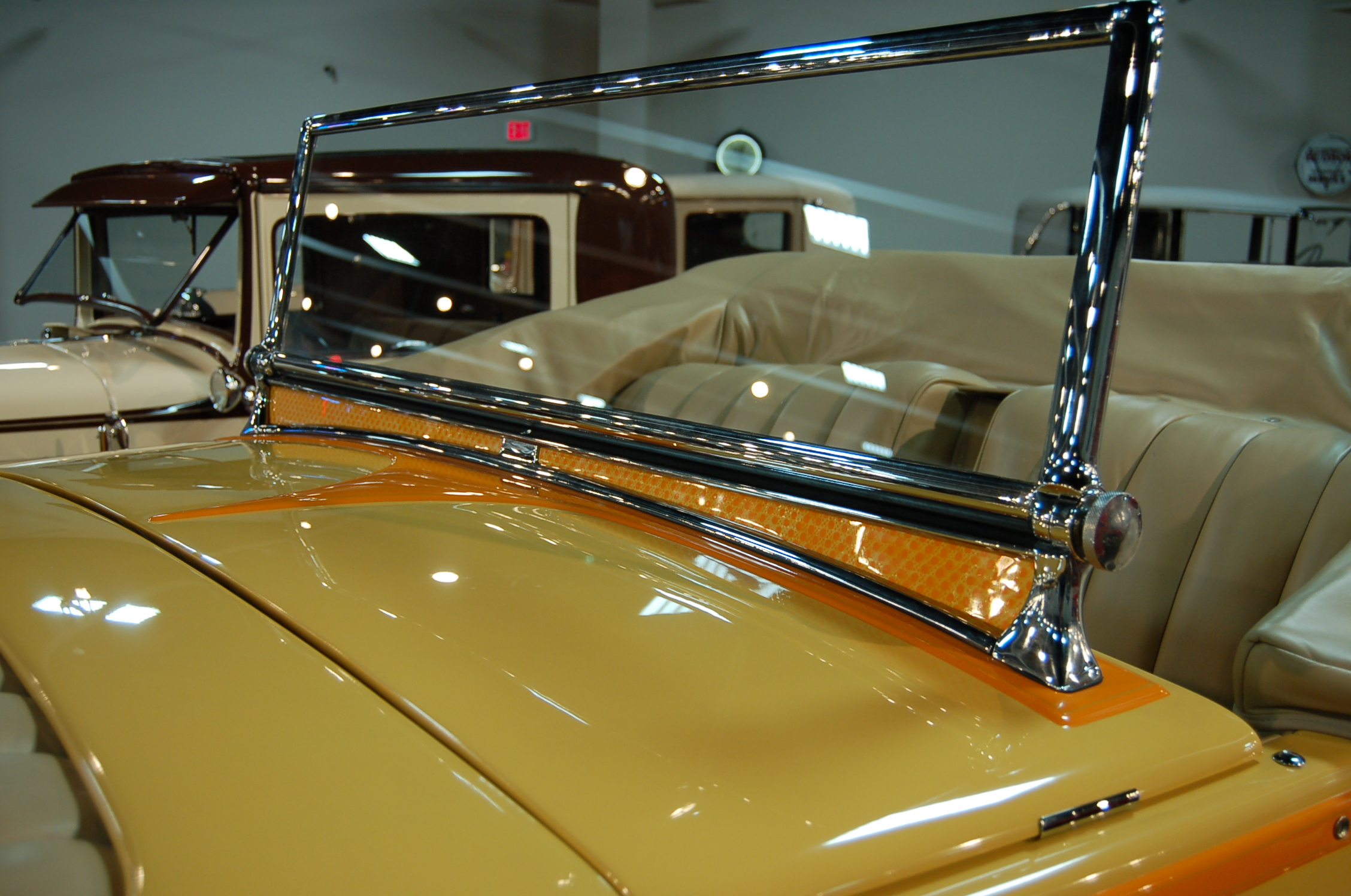
Parabrezza della Hudson Dual Cowl 4

Il parabrezza di un aeromobile, un autoveicolo, un autocarro o di un motoveicolo o altre categorie di mezzi è la finestratura anteriore dell'abitacolo a protezione dall'aria. I moderni parabrezza sono costituiti generalmente da vetro laminato, ovvero formato da due lastre di vetro e da uno strato di plastica intermedio, vengono fissati perimetralmente alla carrozzeria mediante guarnizioni e collanti. La finestratura posteriore invece è il lunotto.
I parabrezza delle moto sono costituiti di solito da plastica acrilica. Come dice il nome, la sua principale funzione è di proteggere il conducente dal vento, ovvero dall'impatto dell'aria con il veicolo in movimento.

## Funzione

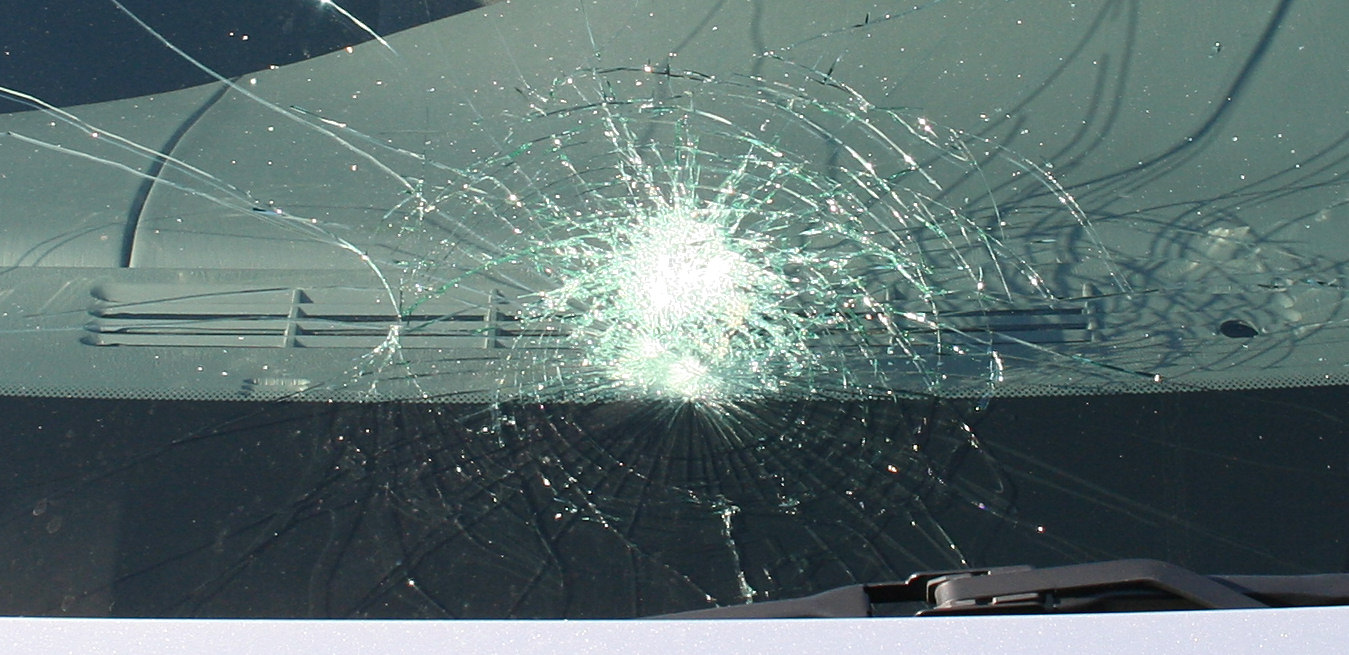
Il parabrezza di un'auto con la rottura a "ragnatela", tipica del vetro laminato

Il parabrezza ha la funzione di proteggere principalmente gli occupanti del veicolo dall'impatto dell'aria durante la marcia, dalle temperature estreme e da parti volanti come polvere, insetti e sassi, oltre ad essere un componente integrante della carrozzeria e fornire una struttura aerodinamica. Può inoltre essere applicato uno strato UV per schermare la luce ultravioletta nociva. Normalmente questo non è però necessario dal momento che la maggior parte dei parabrezza sono formati da vetro laminato. La maggior parte dei raggi UV-B è assorbita dal vetro stesso e i restanti raggi UV-B, unitamente alla maggior parte degli UV-A, sono assorbiti dallo strato intermedio di PVB.

## Sicurezza
I primi parabrezza erano costituiti da normale vetro per finestre e potevano procurare gravi danni in caso di incidente. Essi furono sostituiti con vetro temperato ed erano installati sul telaio attraverso guarnizioni di gomma o di neoprene. Il vetro indurito quando si rompeva si frantumava in tantissimi frammenti per lo più innocui. Questo tipo di parabrezza però poteva sbriciolarsi anche in seguito a un urto molto modesto. In modo particolare nelle auto della polizia questo risultava essere un problema e portò allo sviluppo del vetro laminato, usato oggi dalla maggior parte delle auto. Ci sono state comunque alcune preoccupazioni per il rischio di decapitazione e alcune auto sono dotate di parabrezza in lexan.

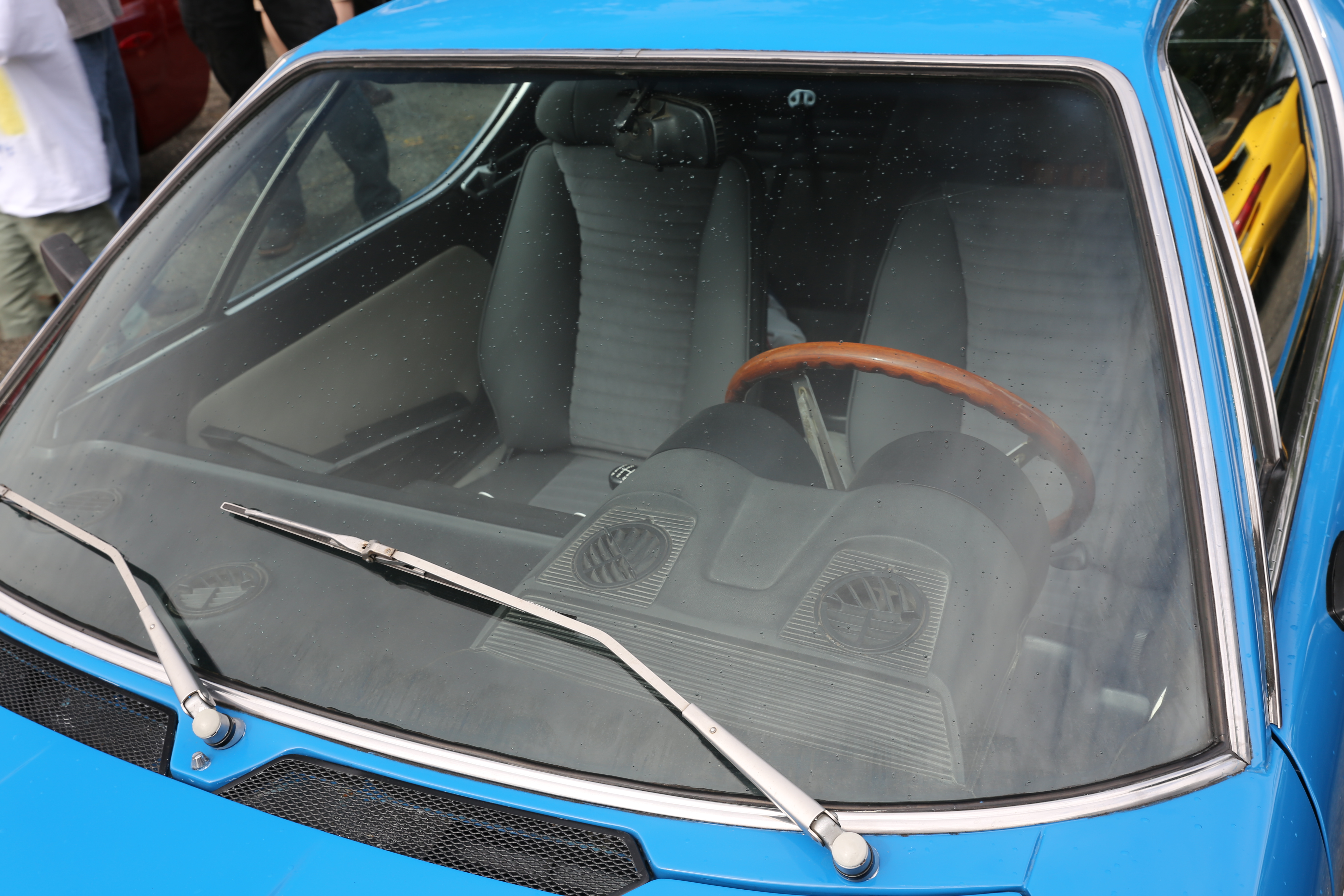
Parabrezza moderno integrato nella carrozzeria di un'Alfa Romeo Montreal

I moderni parabrezza integrati contribuiscono alla rigidità del veicolo, ma il principale scopo nell'innovazione dei parabrezza è stata la ricerca volta a evitare lesioni dovute ai frammenti di vetro taglienti. Quelli attuali non si frantumano ma tendono a rimanere un unico pezzo anche se il vetro si rompe, a meno che esso non venga trapassato da parte a parte. I parabrezza, se installati correttamente sono essenziali per la sicurezza; insieme con il tetto dell'auto garantiscono protezione in caso di ribaltamento del veicolo.
In caso di piccola rottura/scheggiatura, è possibile anche riparare il parabrezza senza sostituirlo.
Gli aerei da trasporto e da caccia (che operano ad alte quote e velocità) sono dotati di parabrezza riscaldati internamente dalla corrente elettrica che attraversa un sottile strato di diossido di stagno, con l'effetto di avere una funzione di antiappannamento (all'interno) e antighiaccio (all'esterno). Il riscaldamento del vetro, poi, migliora la sua resistenza all'impatto con eventuali corpi esterni evitandone l'infragilimento quando esposto a basse temperature (alle quote di crociera la temperatura dell'aria è di circa -50 °C).

## Classificazione

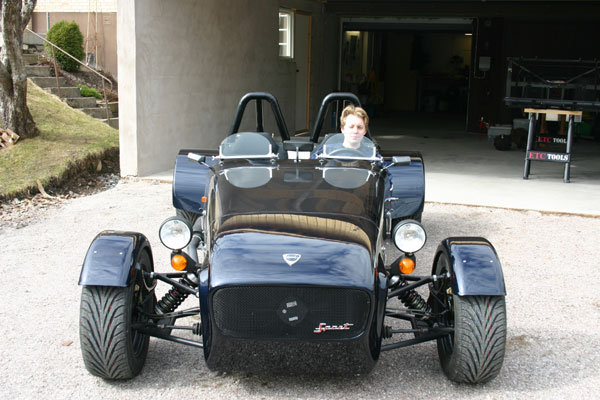
Parabrezza "Brookland" su una Dala7

I parabrezza possono essere prodotti con varie caratteristiche anche a seconda di limiti produttivi:
- Numero
  - Singolo, si utilizza un unico elemento, più o meno sofisticato nelle forme
  - Multiplo, generalmente utilizzato nelle realizzazioni iniziali dell'automobilismo, dove per cercare di migliorare l'aerodinamicità si utilizzavano due vetri leggermente inclinati tra loro.
- Inclinazione
  - Perpendicolare il parabrezza è perpendicolare al suolo o con inclinazione molto simile, questo permette di ridurre il volume del mezzo, soluzione utilizzata anche attualmente per alcuni mezzi agricoli, mezzi di trasporto pubblico e per alcune keycar.
  - Inclinato l'inclinazione permette una migliore aerodinamicità che riduce il CX e le resistenze all'avanzamento
- Forma
  - Piatti forma utilizzata agli albori, dove per via di forti limitazioni tecniche ed economiche non era conveniente curvare il vetro, il quale risultava piatto, una delle ultime vetture ad usare questa soluzione fu la Fiat Panda
  - Arcuato, il parabrezza ha una curvatura lungo tutta la superficie.
    - Standard, c'è una leggera incurvatura per migliorare la resistenza e rigidità del vetro
    - Ad unghia, curvatura particolare su un vetro molto inclinato, che permette un'elevata visione laterale, come nel caso della Lancia Stratos
    - Semisferico, molto simile alla soluzione ad unghia, ma con una forma a spicchio di sfera, come nel caso della Ferrari 330 P3 e derivate

  - Bordi curvi, le estremità laterali sono incurvate per garantire una maggiore visibilità laterale, permettendo l'uso di montanti più arretrati, un esempio è la Oldsmobile Super 88 del 1959
  - Schermo aereo o aeroscreen, parabrezza alti meno di 20 cm e non accompagnati da tettuccio
    - Brookland doppio schermo aereo, uno per guidatore e uno per passeggero, con regolazione distinta dell'inclinazione, venivano utilizzati tra le vecchie auto sportive ed a volte usati per le auto moderne in stile vintage.

## Caratteristiche

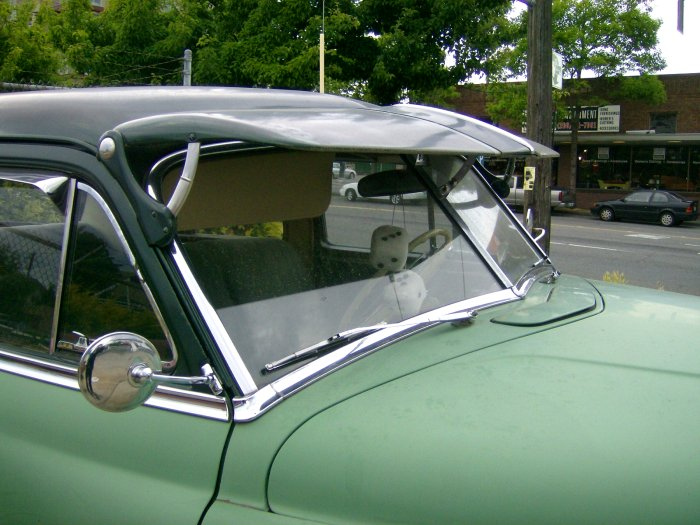
Parabrezza con parasole esterno

I parabrezza possono avere le seguenti caratteristiche.
- Oscuramento e fascia parasole:
- Parasole esterno:
- Riscaldamento:
- Riscaldamento delle spazzole tergicristallo
- Regolazione altezza:
- Abbattibile:
- A controllo solare
- Con sensori luce pioggia e telecamere